# Bristol City W.F.C.
Bristol City W.F.C. – angielski klub piłki nożnej kobiet, mający siedzibę w mieście Bristol, na zachodzie kraju. Od 2013 jest sekcją piłki nożnej kobiet w klubie Bristol City F.C.

## Historia
Chronologia nazw: 
- 1998: Bristol Rovers W.F.C.
- 2005: Bristol Academy W.F.C.
- 2016: Bristol City W.F.C.

## Stadion
Klub rozgrywa swoje mecze domowe na stadionie Stoke Gifford Stadium w Bristolu, który może pomieścić 1500 widzów.

## Sukcesy

### Trofea międzynarodowe
- Liga Mistrzyń UEFA:
  - ćwierćfinalista (1): 2014/15

### Trofea krajowe
- Women’s Super League (I poziom):
  - wicemistrz (1): 2013

- FA Women’s Premier League Southern Division (II poziom):
  - mistrz (1): 2002/03

- South West Combination Women’s Football League (III poziom):
  - mistrz (1): 2000/01

- Puchar Anglii:
  - finalista (2): 2011, 2013

- Puchar Ligi Angielskiej:
  - finalista (2): 2003/04, 2012